# 碧砂漁港
25°08′40″N 121°47′11″E / 25.14444°N 121.78639°E
碧砂漁港是位於臺灣基隆市中正區的漁港，係八斗子漁港的第二期港區，兼具觀光（漁人碼頭）及遊艇港功能。

## 地理位置
碧砂漁港位處八斗子半島西南側與臺灣本島間，基隆港東南岸2.5浬處的岩岸岬角，有西防波堤及西內、南內堤等。

## 歷史概要
自1980年起造，主體工程1987年完成，泊地面積11公頃。而在初步建設完成之後，又於1989-1992年度增設突堤碼頭、縮小小型船渠入口，加拋消波塊等工程，改善因強烈季風及颱風等氣候因素，使得港口繞射波浪及越波等泊地航道之穩定度不佳的問題。
政府為基隆三個漁港重新定位，以正濱漁港為遠洋漁業基地，八斗子漁港為近海漁業基地，碧砂漁港為觀光休閒漁港。 而且受到漁業景氣持續低迷影響，漁船停泊碧砂漁港少之又少，1993年，基隆區漁會提議在碧砂漁港設置魚貨直銷中心。
碧砂漁港轉為休閒漁業最主要就是要輔導漁民轉業，政府也規定現在這些業者一定要是甲類漁民，而在碧砂漁港直銷中心開業的、開設餐廳的必須為漁會會員（漁民）。
碧砂港區配合興達鮮魚市場、海鮮熟食區、遊艇碼頭、公園景觀綠帶等等觀光公共設施，轉化成濱海公園，豐富的親海資源、新鮮的海鮮食品，是全台灣第一個成功轉型的觀光漁港和第一個以海水養殖現流魚貨的漁港。碧砂漁港內除設有漁貨直銷中心供消費者採買，亦設有熟食區可就地將生鮮漁獲交由店家處理。
大約2005年，碧砂漁港開始走下坡。後來，隨著雪山隧道開通，碧砂漁港來客日漸減少，加上景氣低迷環境變動，整個碧砂漁港面臨了低潮期，聲譽也漸沒落。

## 現況
2011年碧砂漁港因競爭激烈，加上北台灣漁港眾多，許多店家吹起熄燈號，只剩少數店家苦撐，部分店家為了生存，也讓觀光品質有所降低。消費的下降，活魚的品質也受到消費者質疑，被戲稱為「必殺漁港」。2018年活魚攤位剩3家，外面餐廳也只剩2間經營。
遊艇碼頭
碧砂新完成的遊艇碼頭在2012年8月初蘇拉颱風時，浮動碼頭就傾斜、有裂痕，碼頭穩定性不足， 除了湧浪大時會破壞碼頭設備，遊艇也可能受損，最重要的是沒有門型吊車等遊艇上架保養設施，也沒有停放遊艇的艇庫。暫停在碧砂遊艇碼頭的遊艇，每公噸收二十元，以十噸、遊艇長度約十到十五公尺來說，一個月停泊費約六千元。

## 港區施設
- 碧砂漁港漁貨直銷中心
- 海鮮熱食區
- 海濱景觀公園

## 外部連結
- 基隆區漁會
- 碧沙漁港-交通部觀光署 （页面存档备份，存于）
- 碧砂漁港-臺北旅遊網
- 交通部觀光署 北海岸及觀音山國家風景區管理處-碧砂漁港 （页面存档备份，存于）
- 中華民國農業部 （页面存档备份，存于）
- 農業部漁業署 （页面存档备份，存于）
- 臺灣地區各縣市漁港類別及名稱(103年) （页面存档备份，存于）.行政院農業委員會漁業署.2016-08-17
- 漁港法  （页面存档备份，存于）.行政院農業委員會漁業署.2012-07-16